# Zweigen Kanazawa
Zweigen Kanazawa (ツエーゲン金沢?) är ett fotbollslag från Kanazawa i Ishikawa prefektur, Japan. Laget spelar för närvarande (2020) i den näst högsta proffsligan J2 League.

## Placering tidigare säsonger
| Säsong | Nivå | Liga      | Placering | Referens | Notering |
| ------ | ---- | --------- | --------- | -------- | -------- |
| 2014   | 3    | J3 League | 1         | [ 1 ]    |          |
| 2015   | 2    | J2 League | 12        | [ 2 ]    |          |
| 2016   | 2    | J2 League | 21        | [ 3 ]    |          |
| 2017   | 2    | J2 League | 17        | [ 4 ]    |          |
| 2018   | 2    | J2 League | 13        | [ 5 ]    |          |
| 2019   | 2    | J2 League | 11        | [ 6 ]    |          |
| 2020   | 2    | J2 League | 18        | [ 7 ]    | Pandemin |
| 2021   | 2    | J2 League | 17        | [ 8 ]    | Pandemin |
| 2022   | 2    | J2 League | 14        | [ 9 ]    | Pandemin |
| 2023   | 2    | J2 League | 22        | [ 10 ]   |          |
| 2024   | 3    | J3 League | 12        | [ 11 ]   |          |

## Truppen 2022
Aktuell 23 april 2022.
| Nr | Land  | Pos | Namn                                            |
| -- | ----- | --- | ----------------------------------------------- |
| 1  | Japan | MV  | Yuto Shirai                                     |
| 2  | Japan | F   | Yuto Nagamine                                   |
| 3  | Japan | F   | Kento Kuroki                                    |
| 4  | Japan | F   | Daisuke Matsumoto (lån från Sagan Tosu)         |
| 5  | Japan | F   | Riku Matsuda                                    |
| 6  | Japan | MF  | Hiroya Matsumoto (lån från Sanfrecce Hiroshima) |
| 8  | Japan | MF  | Keita Fujimura                                  |
| 9  | Japan | A   | Shion Niwa                                      |
| 10 | Japan | MF  | Shintaro Shimada                                |
| 11 | Japan | A   | Kyohei Sugiura                                  |
| 13 | Japan | MF  | Ryuhei Oishi                                    |
| 14 | Japan | A   | Dai Tsukamoto (lån från Gamba Osaka)            |
| 16 | Japan | F   | Shunya Mori                                     |
| 17 | Japan | MF  | Sho Hiramatsu (lån från Shonan Bellmare)        |
| 18 | Japan | MF  | Kazuya Onohara                                  |

| Nr | Land  | Pos | Namn                                  |
| -- | ----- | --- | ------------------------------------- |
| 19 | Japan | A   | Yohei Toyoda                          |
| 20 | Japan | A   | Masamichi Hayashi                     |
| 22 | Japan | MF  | Shogo Rikiyasu                        |
| 24 | Japan | F   | Seiya Kitakura                        |
| 25 | Japan | F   | Takayuki Takayasu                     |
| 26 | Japan | MF  | Naoki Suto (lån från Kashima Antlers) |
| 27 | Japan | F   | Tomonobu Hiroi (kapten)               |
| 30 | Japan | A   | Hayato Otani                          |
| 31 | Japan | MV  | Itsuki Ueda                           |
| 33 | Japan | A   | Rikito Sugiura                        |
| 34 | Japan | F   | Rai Namimoto                          |
| 36 | Japan | MV  | Motoaki Miura                         |
| 38 | Japan | F   | Gaku Inaba                            |
| 39 | Japan | F   | Honoya Shoji                          |